# Fillièvres
Fillièvres è un comune francese di 513 abitanti situato nel dipartimento del Passo di Calais, nella regione dell'Alta Francia.

## Storia

### Simboli
Come proprio stemma il comune ha ripreso quello della famiglia Van der Laen (d'azzurro, allo scaglione d'argento, accompagnato da tre barili coricati dello stesso), antichi signori del luogo, sostituendo i barili con tre anfore d'argento.

## Società

### Evoluzione demografica
Abitanti censiti